# Повітроплавець (фільм)
«Повітроплавець» (рос. «Воздухоплаватель») — російський радянський художній фільм, біографічна драма.

## Зміст
Іван Заїкін досяг світової популярності як важкоатлет. Його знали далеко за межами Росії. Та втомившись від цієї діяльності, він переключився на повітроплавання. І за давньою звичкою підійшов до справи дуже ґрунтовно.

## Ролі
- Леонард Варфоломєєв — Іван Заїкін
- Катерина Васильєва — баронеса Клотільда де Ларош
- Володимир Заманський — Лев Мацієвич
- Армен Джигарханян — Олександр Купрін
- Валентин Нікулін — Петро Йосипович Полонський
- Анатолій Солоніцин — Анрі Фарман
- Олег Басилашвілі — Дмитро Тимофійович Пташников
- Олена Андерегг — Анна Іванівна Пташникова
- Анатолій Равикович — Петро Ярославцев
- Сергій Дрейден — Леру
- Федір Одиноков — «Амбал»
- Віктор Іллічов — одесит Франтик
- Леонхард Мерзін — Шарль Ріго
- Валерій Смоляков — Жак
- Олексій Кожевников — юрист Травин
- Володимир Марков — банківський службовець
- Валерій Ольшанський — Микола
- Анатолій Пустохін — підполковник
- Микола Федорцов — Михайло Єфімов
- Олександр Хочинський — механік-француз
- Олег Хроменков — поміщик Харченко
- Валерій Биченков — епізод
- В'ячеслав Лісенбарт
- Юрій Муравицький
- Віктор М'ягкий — епізод
- Анатолій Рудаков

## Знімальна група
- Автор сценарію: Володимир Кунін
- Режисери: Анатолій Вехотко, Наталія Трощенко
- Оператор: Олександр Чечулин
- Художник: Валерій Юркевич
- Композитор: Ігор Цвітков

## Технічні дані
- Кольоровий, широкоформатний